# 홀로 UI
홀로 UI (Holo UI)는 구글이 안드로이드 3.0 (허니콤) 버전부터 적용시킨 테마이다. 안드로이드 4.0 호환 기기로 간주되기 위해서는 제조사는 수정 없이 이를 탑재해야 한다.

## 같이 보기
- 구글
- 안드로이드